# Pino Presti
Pino Presti, pseudonimo di Giuseppe Prestipino Giarritta (Milano, 23 agosto 1943), è un direttore d'orchestra, arrangiatore, bassista, compositore e produttore discografico italiano.
In giovanissima età si è avvicinato al basso elettrico, divenendone in breve tempo un esecutore tra i più richiesti
. Spaziando dal pop, al jazz, al funk, alla musica latina, ha avuto modo di collaborare nel corso degli anni con artisti come Mina, Gerry Mulligan, Astor Piazzolla, (sua la linea di basso di Libertango), Quincy Jones, Shirley Bassey, Franco Cerri, Wilson Pickett, Stéphane Grappelli, Severino Gazzelloni, Bruno De Filippi, Maynard Ferguson, Tullio De Piscopo, Enrico Intra, Aldemaro Romero, Ellade Bandini e molti altri.
Nel 1971 ha iniziato la sua carriera di arrangiatore-direttore d'orchestra al fianco di Mina: per la cantante ha contribuito alla realizzazione di importanti capitoli della sua discografia, con successi come Grande grande grande, E poi..., L'importante è finire.

## Biografia

### Gli esordi

Pino Presti nel 1964 con il suo primo Fender Jazz del 1960

Pino Presti, figlio d'arte (il padre Arturo Prestipino Giarritta era un affermato violinista), dopo gli studi accademici intrapresi all'età di sei anni e mai abbandonati, iniziò a diciassette anni la sua carriera come cantante-bassista nei club e allo stesso tempo di strumentista negli studi di registrazione. Quando gli impegni di side man si fecero più pressanti, nonostante un contratto come cantante con la Durium di Milano, decise di dedicarsi solo alla musica "suonata". Registrò centinaia di brani con artisti come Mina, Giorgio Gaber, Ornella Vanoni, Gino Paoli, Bruno Lauzi, Fabrizio De André, Sergio Endrigo, Mia Martini, Franco Battiato, Adriano Celentano, Milva, Pino Donaggio, Patrick Samson, Gigliola Cinquetti, Caterina Caselli, Bobby Solo, Fausto Leali, Michele, Ivan Graziani, Loredana Bertè, Orietta Berti, Dik Dik, Alunni del Sole, Ricchi e Poveri, Franco IV e Franco I e molti altri.
Divina Mina (Dora Giannetti)

### Con Mina
Dopo aver preso parte come bassista alla realizzazione dei singoli e degli album registrati da Mina a partire dal 1963 con l'orchestra di Augusto Martelli, dal 1971 Presti ha arrangiato e diretto l'orchestra per gran parte delle produzioni della cantante (fino alle sue ultime esibizioni in pubblico a Bussoladomani nel 1978). Dal 1971 al 1978, sempre anche in veste di bassista nelle basi registrate in studio, ha arrangiato e diretto 86 brani, tra cui Grande grande grande, E penso a te, L'importante è finire, E poi..., Città vuota (versione 1978), La pioggia di marzo, Fiume azzurro, Domenica sera ed altri inclusi in album quali: Mina, Cinquemilaquarantatre, Frutta e verdura, Amanti di valore, Baby Gate, La Mina, Singolare, Mina con bignè, Mina Live '78, riproposti nel corso degli anni in un ragguardevole numero di compilation e raccolte.
Come compositore appare quattro volte nella discografia della cantante, con i brani Tentiamo ancora dall'album Frutta e verdura (1973), L'amore è un'altra cosa da Mina® (1974), Amante amore da (Mina con bignè (1977), Bignè da Ridi pagliaccio (1988).
Dopo l'atteso rientro sulle scene di Mina, avvenuto al Teatro Tenda Bussoladomani di Viareggio il 24 giugno 1978, Nantas Salvalaggio, nel commento all'evento, dalle colonne del quotidiano Il Giorno, scriveva: "Mina era accompagnata da un'orchestra da grande show di Las Vegas".

### Collaborazioni

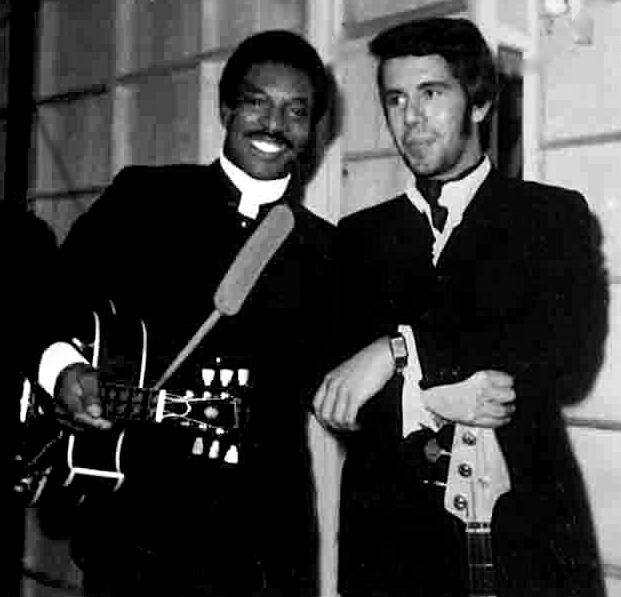
Pino Presti con Wilson Pickett durante il tour europeo nel 1970

Dalla fine degli anni sessanta, ai settanta e ottanta ha collaborato per registrazioni discografiche e/o concerti con numerosi esponenti del panorama musicale mondiale, quali Gerry Mulligan, Astor Piazzolla, Wilson Pickett, Shirley Bassey, Quincy Jones, Maynard Ferguson, Shirley Bunnie Foy, Stéphane Grappelli, Aldemaro Romero, Eartha Kitt, Brian Auger, Lara Saint Paul, Caterina Valente, Bill Conti, George Aghedo, Hugo Heredia, Maurice Vander.

Nella registrazione di Libertango, con Astor Piazzolla e di Summit-Reunion Cumbre di Gerry Mulligan e Astor Piazzolla, appare nei crediti con il suo vero nome Giuseppe Prestipino, così come negli album La Onda Màxima e Onda Nueva Instrumental, registrati con il pianista, compositore, arrangiatore venezuelano Aldemaro Romero.
Nel tour europeo con Mulligan e Piazzolla dell'aprile 1975, suonò anche al teatro Olympia di Parigi e al World Music Festival di Palma di Maiorca. La formazione era costituita da Gerry Mulligan (sassofono baritono), Astor Piazzolla (bandoneón), Tom Fay (piano), Pino Presti (basso elettrico), Tullio De Piscopo (batteria), Sergio Farina (chitarra elettrica), Waldo de los Rios (organo). Un set era per Gerry Mulligan, il secondo dedicato ad Astor Piazzolla, il terzo per i due insieme nell'esecuzione dei brani contenuti nell'album Summit-Reunion Cumbre.
Tra gli italiani con cui ha collaborato: Nuccio Rinaldis (tecnico del suono), Franco Cerri, Severino Gazzelloni, Gianni Bedori (alias johnny Sax), Bruno De Filippi, Oscar Valdambrini, Sergio Bernardini, Giorgio Baiocco, Tullio De Piscopo, Ellade Bandini, Enrico Intra, Renè Mantegna, Leonello Bionda, Giorgio Calabrese, Enzo Trapani (regista televisivo), Franco Califano, Carlo Pes, Alfredo Golino, Massimo Luca, Barimar, Nando De Luca, Giancarlo Barigozzi, Claudio Pascoli, Renzo Bergonzi, Ghigo Agosti, e gli arrangiatori Augusto Martelli, Iller Pattaccini, Franco Monaldi, Angelo Giacomazzi, Gian Piero e Gian Franco Reverberi, Natale Massara, Gianfranco Lombardi, Tony Mimms, Giancarlo Chiaramello, Puccio Roelens, Gino Mescoli.
Nel 1976 Pino Presti ha realizzato e prodotto per Atlantic Records il primo album dance-funk realizzato in Italia: 1st Round, avendo come pezzi di punta Smile, Funky Bump, Sunny.

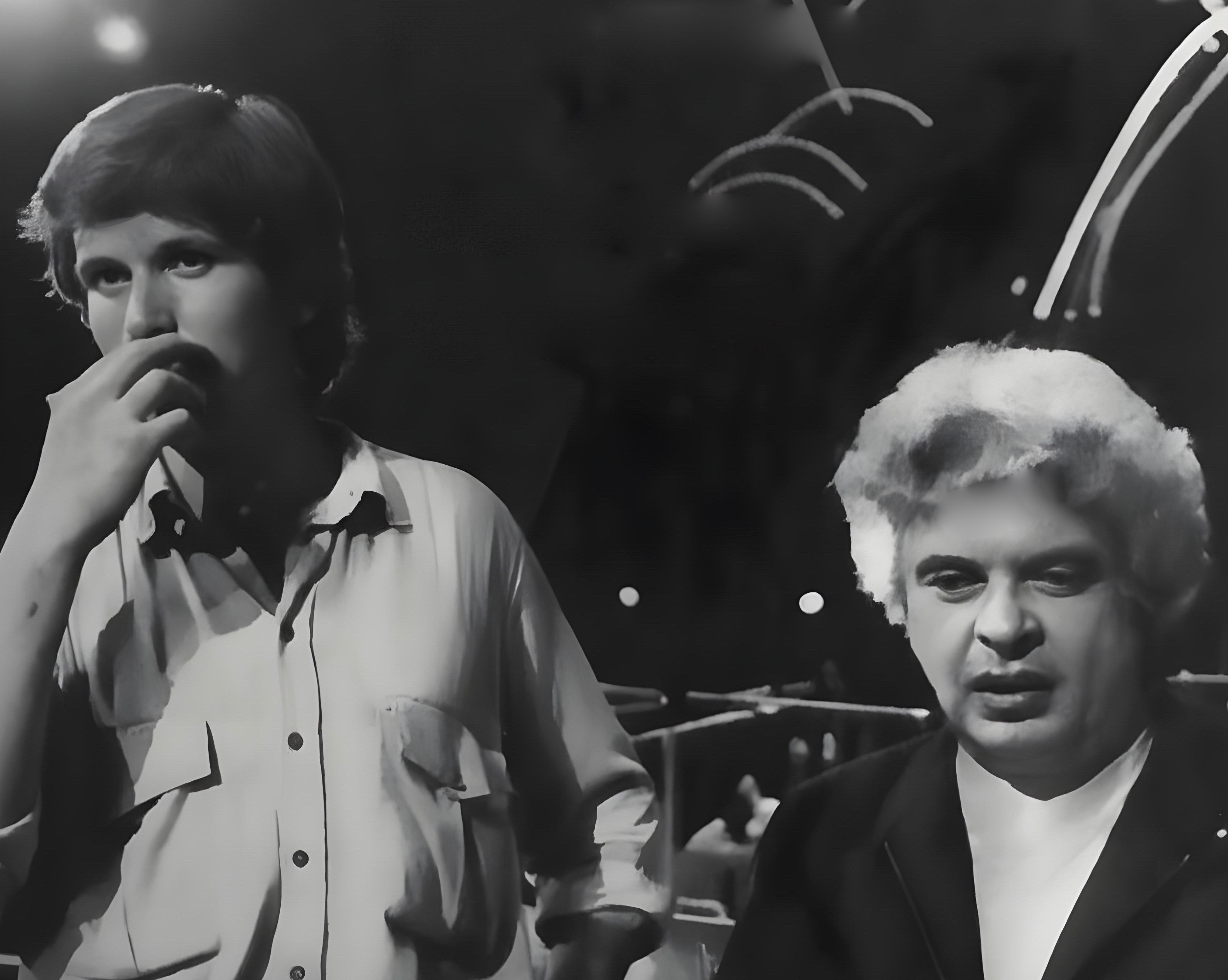
Presti con Maynard Ferguson (Auditorio A Rai 2, 1977)

Nel 1977 firmò un contratto con Rai 2 per la direzione d'orchestra e la composizione delle musiche originali dello show televisivo 
Auditorio A, (già Senza Rete), regia di Stefano De Stefani. In quella occasione accompagnò, dirigendo l'orchestra composta da 56 musicisti: Gino Paoli, Sergio Endrigo, Milva, Pino Daniele, Maynard Ferguson, Angelo Branduardi, Rino Gaetano, Fausto Leali, Banco, Giorgio Baiocco. Seguirono C'era due volte (1980), regia di Enzo Trapani e Il cappello sulle ventitré (1983), regia di Fernanda Turvani.
Dall'inizio degli anni ottanta, oltre alla composizione di musiche per serial televisivi, ha realizzato e prodotto dischi, anche con pseudonimi diversi, per etichette quali Polydor, Polygram, Emergency, Baby Records, Barclay, Edizioni Curci, Durium, Ricordi, Joker, Saar e le indipendenti Soul Xpression, Level One, Self.

### Dagli anni 2000
Nel 2009 ha realizzato e prodotto in Francia (dove risiede dal 2004), l'album A La Costa Sud (La Musique De La Côte D'Azur) pubblicato dalle Edizioni musicali Curci, Il disco vede la partecipazione di 28 interpreti vocali e/o strumentali, provenienti da nazioni e continenti diversi, che abitualmente si esibiscono sulla Costa Azzurra. Nel 2013 l'album è stato inserito nel catalogo ufficiale "Curci Libri".
Nel 2011 ha creato e composto per il gruppo alberghiero Grand Heritage Hotel Group una soundtrack di cinque ore di musica comprendente generi diversi.

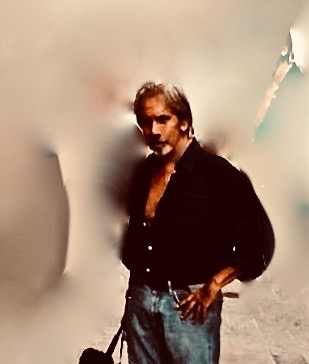
Pino Presti, agosto 2021

Nel 2013 Pino Presti & Mad Of Jazz ha co-prodotto l'album Shirley Bunnie Foy (60th Anniversary), tributo ai sessan'anni di carriera della cantante di jazz Shirley Bunnie Foy, che vede come guest alcuni musicisti che l'hanno accompagnata nel corso del suo lungo viaggio nella musica: Tony Scott, Archie Shepp, Franco Cerri, Lou Bennett, Sonny Taylor e numerosi altri.
Nel 2014 viene pubblicato e diffuso nei principali store digitali l'album Deep Colors (A Soulful Touch For A Jazzy Night), una nuova realizzazione di Mad Of Jazz prodotta da Pino Presti e Claudio Calzolari. Tutte le tracce sono composte dallo stesso Presti con la collaborazione di Claudio e Andrea Calzolari.
Nel 2016 una nuova versione di Lookin' For, una ballad jazz composta da Pino Presti, è stata scelta per accompagnare le immagini dello "Spot Scavolini 2016".
Nel 2019 ha composto la musica per il libro (+Audio cd) "Eco nel vento", della poetessa Tania Cantone. ISBN 978-88-94866-19-3
Nel maggio 2023 viene pubblicato l'album in vinile Pino Presti & Garden Planet - Sharade, caricato in digitale anche sulle principali piattaforme streaming on demand.
Nel novembre 2024 una versione rimasterizzata dell'album 1st Round è stata pubblicata e diffusa sulle piattaforme digitali dall'etichetta Planet Records.
Il 6 febbraio 2025 viene pubblicata e diffusa dai più importanti store digitali la raccolta intitolata Soulful Touches, realizzata e prodotta da Pino Presti.
Il 25 marzo 2025, in concomitanza con il compleanno di Mina, è stato diffuso sulle principali piattaforme digitali il progetto  Mina Arrranger Pino Presti: Finali Strumentali.

### Show televisivi Rai
- 1964: Questo & Quello (Rai Uno) - bassista, cantante (conduzione Giorgio Gaber)
- 1965/1966: Le Nostre Serate (Rai Due) - bassista, cantante (conduzione Giorgio Gaber)
- 1969: Festival di Sanremo (Rai Uno) - bassista con Wilson Pickett
- 1977: Auditorio A (Rai Due) - compositore, arrangiatore, direttore d'orchestra (guest star Maynard Ferguson)[38]
- 1980: C'era due volte (Rai Due) - compositore, arrangiatore, direttore d'orchestra (guest star Peter Tosh)[39]
- 1983: Il cappello sulle ventitré (Rai Due) - compositore, arrangiatore, direttore d'orchestra (conduzione Gino Paoli, Ombretta Colli)

### Arti Marziali
Nel 1987 ha conseguito a Roma il grado di Godan (cintura nera 5º dan) di karate Stile Shotokan, riconosciuto a livello internazionale dalla WUKO (World Union of Karate-do Organizations).

## Discografia

### Album in studio
- 1976 – 1st Round (Atlantic Records, T 50274)
- 1985 – On The Lifeline (LCS) L 101/85
- 1990 – Maja Andina (Saar Records, LPSR 7009)
- 1990 – Maja Andina - remix (Joker, CD 44144)
- 2009 – A La Costa Sud (Edizioni Curci, Curci 014)
- 2011 – Café Ipanema 2011 (Rambling Records)
- 2013 – Shirley Bunnie Foy (60th Anniversary) (MAP Golden Jazz, GCDJ 1952)
- 2014 – Deep Colors (MAP/ Paper Moon, PMR CD 119)
- 2023 – Pino Presti & Garden Planet - Sharade (Private Recordings / Best Record Italy) Juno
- 2024 – 1st Round - Digital Remastered 2024 – Planet Records
- 2025 – Soulful Touches (Raccolta) - Planet Distribution[41]

### Singoli
- 1964 – Il Surf (Durium, CN A 9094; con il complesso di Santi Latora)
- 1964 – Rimani ancora/Oh! Jenny (Durium, CN A 9137)
- 1969 – In un posto fuori dal mondo/Messaggio d'amore (Belldisc, BD 8014)
- 1970 – Karin/No sabe (Dischi Ricordi, SRL 10627)
- 1975 – Smile/L'estate di Laura (Atlantic Records, T 10688)
- 1976 – Funky Bump/Corso Buenos Aires (Atlantic Records, T 10811)
- 1977 – Shitân Disco Shitân (Barclay, 620 385)
- 1978 – Sundown part I/Sundown part II (Durium, DE 2997)
- 1979 – You Know the Way part I/You Know the Way part II (Baby Records, BR 095)
- 1980 – You Know the Way Vinyl 12" 33 ⅓ RPM (Emergency Records, EMDS 6502)
- 1980 – Money (That What I Want) Vinyl 12" 33 ⅓ RPM (Baby Records, BR 50204)
- 1983 – Dancing Nights/And I Love Her (Polydor, 813 726-7)
- 1991 – Ya No Puedo Vivir (The Bush Remixes) Vinyl 12" 33 ⅓ RPM (Blow Up Disco, BU 0068)
- 1992 – Once Again Now Vinyl 12" 33 ⅓ RPM (Soul Xpression, SEX 9205)
- 2005 – Feel Like a Woman (Self, MEL 0513 CDS)
- 2015 – Jazz Carnival (Map, MPF 5-015)
- 2015 – Funky Bump (Unreleased Original Extended Version)/Funky Bump (Original 7" Version) (Best Record Italy, BST X001)
- 2015 – Disco Shitân (Long Version) (Best Record Italy, BST-X005)
- 2016 – You Know The Way - Disco Version by Tee Scott (Best Record Italy, BST-X010)
- 2017 – To Africa / Soul Makossa - EP (Best Record Italy, BST-X018)
- 2018 – Pino Presti Featuring Roxy Robinson: You Know Why - EP (Best Record Italy, BST-X027)
- 2018 – Lookin'For (Edizioni Curci - Digital version) Spotify Lookin' For
- 2020 – Stefano Ritteri feat. Pino Presti: Come Back To Me  - EP (Spaziale Recordings) - Come Back To Me
- 2025 – Mina Arranger Pino Presti: Finali Strumentali - EP (Planet Distribution) Apple Music

## Album di altri artisti in cui ha collaborato

Pino Presti con Mina allo Studio La Basilica nel maggio 1978

### Arrangiatore, direttore d'orchestra, bassista
- 1971 – Mina di Mina (PDU)
- 1972 – Cinquemilaquarantatre di Mina (PDU)
- 1972 – Altro di Mina (PDU)
- 1973 – Del mio meglio n. 2 di Mina (PDU)
- 1973 – Frutta e verdura di Mina (PDU)
- 1973 – Amanti di valore di Mina (PDU, PLD 5070)
- 1974 – Aulehla & Zappa di Klaus Aulehla e Riccardo Zappa (PDU)
- 1974 – Mina® di Mina (PDU)
- 1974 – Baby Gate di Mina (PDU)
- 1975 – Del mio meglio n. 3 di Mina (PDU)
- 1975 – La Mina di Mina (PDU)
- 1976 – Singolare di Mina (PDU)
- 1977 – Del mio meglio n. 4 di Mina (PDU)
- 1977 – Mina con bignè di Mina (PDU)
- 1978 – Mina Live '78 di Mina (PDU)
- 1979 – In Due di Wess e Dori Ghezzi (Durium)
- 1979 – Del mio meglio n. 5 di Mina (PDU)
- 1980 – Filipponio di Filipponio (Fonit Cetra)
- 1981 – Del mio meglio n. 6 - Live di Mina (PDU)
- 1983 – Il Flauto d'oro di Severino Gazzelloni in Pop di Severino Gazzelloni (PDU)
- 1984 – All'arrembaggio di Filipponio (Spice7)
- 1985 – Del mio meglio n. 7 di Mina (PDU)
- 1988 – Oggi ti amo di più di Mina (PDU)
- 1994 – Mazzini canta Battisti di Mina (EMI Italiana)
- 1997 – Minantologia di Mina (EMI PDU)
- 1998 – Mina Studio Collection di Mina (EMI Italiana PDU)
- 2000 – Mina Love Collection di Mina (EMI Italiana)
- 2004 – Platinum Collection di Mina (EMI Italiana)
- 2006 – Platinum Collection 2 di Mina (EMI Italiana)
- 2007 – The Best of Platinum Collection di Mina (EMI Italiana)
- 2011 – Yo soy Mina di Mina (EMI Italiana)
- 2011 – Je suis Mina di Mina (EMI Italiana)
- 2011 – I Am Mina di Mina (EMI Italiana)
- 2015 – The Collection 3.0 di Mina (Warner Music Italia)
- 2017 – Tutte le migliori  di Mina (Clan/PDU)
- 2018 – Paradiso (Lucio Battisti Songbook) di Mina (PDU)
- 2024 – Mina Live alla Bussola 1968-1978 di Mina (Warner Music Italia)

### Bassista

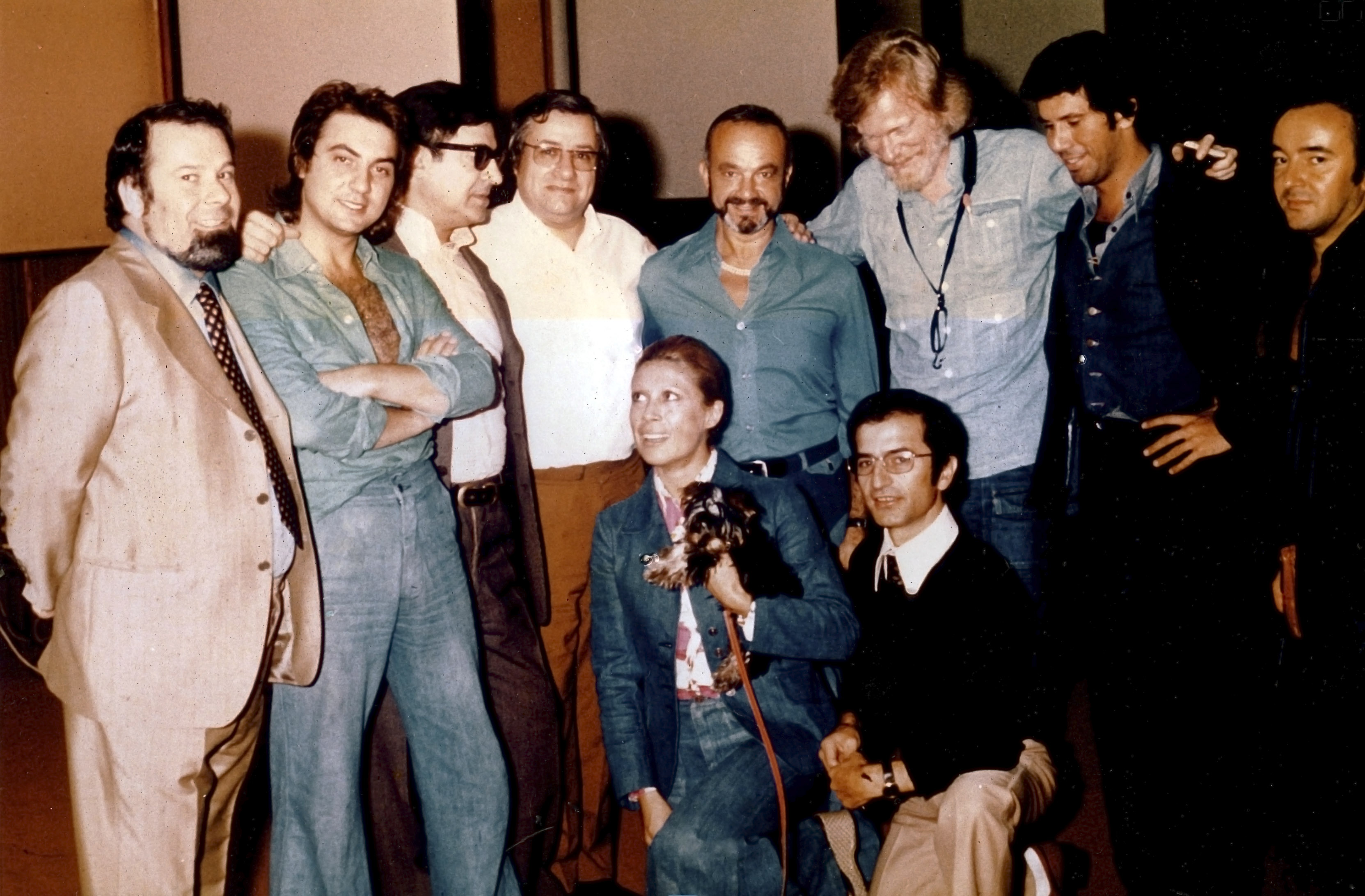
Pino Presti (2º da dx) con Gerry Mulligan, Astor Piazzolla e alcuni dei musicisti partecipanti alla registrazione di Summit-Reunion Cumbre, tra cui Tullio De Piscopo (2º da sn), Filippo Daccó, Angel Pocho Gatti, Alberto Baldan Bembo

- Fatta eccezione per Mina, non sono elencate le partecipazioni come sideman con altri artisti pop italiani
- 1966 – 12 Bacchette per una chitarra di Franco Cerri (GTA Records)
- 1967 – Stereo Beat di Angel Pocho Gatti (CAR JB)
- 1967 – Dedicato a mio padre di Mina (PDU)
- 1968 – This Is My Life (La vita) di Shirley Bassey (United Artists)
- 1968 – Mina alla Bussola dal vivo di Mina (PDU)
- 1969 – Love and more Love di Puccio Roelens (Vedette Records)
- 1969 – L'Orchestra di Augusto Martelli dal vivo di Augusto Martelli (PDU)
- 1970 – ...quando tu mi spiavi in cima a un batticuore... di Mina (PDU)
- 1971 – Del mio meglio di Mina (PDU)
- 1972 – La Onda Máxima di Aldemaro Romero (Discos Antor)
- 1972 – Black Sound From White People di Augusto Martelli (Fontana)
- 1973 – Metti una sera Cerri di Franco Cerri (Music)
- 1973 – Aldemaro Romero Y Su Onda Nueva - Instrumental di Aldemaro Romero (Velvet Música)
- 1974 – The Real McCoy di Augusto Martelli (Aguamanda)
- 1974 – Libertango di Astor Piazzolla (Carosello)
- 1974 – Summit-Reunion Cumbre di Gerry Mulligan e Astor Piazzolla (Erre T.V.)
- 1976 – Lumière / Suite Troileana di Astor Piazzolla (Carosello Records)
- 1976 – Gerry Mulligan meets Enrico Intra di Gerry Mulligan ed Enrico Intra (Produttori Associati
- 1988 – Summit (Reunion Cumbre) di Gerry Mulligan ed Astor Piazzolla (Music Hall USA)
- 1999 – Dissonanza-Consonanza di Enrico Intra (Musica Jazz)
- 2013 – Circle di Pérez Prado - re-edit (Schema Records)
- 2013 – Shirley Bunnie Foy (60th Anniversary) di Shirley Bunnie Foy (MAP Golden Jazz) + produzione
- 2014 – Escandalo di Pérez Prado - re-edit (Schema Records)
- 2014 – Love Child di Pérez Prado / Don Alfio - re-edit (Schema Records)

## Singoli con altri artisti

### Arrangiatore, direttore d'orchestra, bassista
- Grande grande grande di Mina  – PDU (1971)
- Domenica sera di Mina – PDU (1973)
- E poi... di Mina – PDU (1973)
- Lamento d'amore di Mina  – PDU (1973)
- La scala buia di Mina –  PDU (1974)
- L'importante è finire di Mina –  PDU (1975)
- Nuda di Mina –  PDU  (1976)
- Città vuota di Mina –  PDU (1978)
- Dentro di Beba Lončar – CBS Records (1978)
- Momento di Wess & Dori Ghezzi – Durium (1979)
- Pazzo non amore mio/Per chi vuol capire di Filipponio – Cetra (1979)
- Regina del futuro/Noia di Marisa Sacchetto – F1 Team (1981)
- Quale appuntamento di Eleonora Giorgi – Dischi Ricordi (1981)

### Bassista per Mina e per produzioni internazionali

Scatto dedicato da Shirley Bassey a Pino Presti dopo una serie di registrazioni seguite da un tour europeo (1970)

- Nei brani cantati da Mina l'orchestra è diretta da Augusto Martelli

- È l'uomo per me/So che non è così di Mina Ri-Fi (1964)
- Io sono quel che sono/Tu farai di Mina (Ri-Fi) (1964)
- L'immensità/Canta ragazzina di Mina (1967)
- Tu non mi lascerai di Mina (Ri-Fi) (1967)
- La canzone di Marinella/I discorsi di Mina (PDU) 1968
- Canzone per te/Che vale per me di Mina (PDU) 1968
- Nel fondo del mio cuore/Se tornasse, caso mai di Mina (PDU) 1968
- Regolarmente/Fantasia di Mina (PDU) 1968
- Allegria/Un colpo al cuore di Mina (PDU) 1968
- Un'ora fa/Ma che freddo fa di Mina (PDU) 1969
- Non credere/Dai dai domani di Mina (PDU) 1969
- Il cielo in una stanza/Ma se ghe penso di Mina (PDU) 1969
- Un'ombra/I problemi del cuore di Mina (PDU) 1969
- Non c'è che lui/La voce del silenzio di Mina (PDU) 1970
- Cara Fatina/Lettera a Pinocchio di Tony Renis, arrangiatore-direttore d'orchestra Quincy Jones – Philips Records (1964)
- Che vale per me/Eccomi di Eartha Kitt – RCA (1968)
- La vita/Without A Word di Shirley Bassey – United Artists (1968)
- Domani domani/Pronto sono io di Shirley Bassey – United Artists (1968)
- Yes/To Give di Shirley Bassey – United Artists (1968)
- E' giorno/If You Go Away di Shirley Bassey – United Artists (1968)
- Chi si vuole bene come noi/Epirops di Shirley Bassey – United Artists (1968)
- Com'è piccolo il mondo/Manchi solo tu di Shirley Bassey – United Artists (1968)
- Concerto d'autunno/You Are My Way Of Life di Shirley Bassey – United Artists (1969)
- Ora che sei qui/Something di Shirley Bassey – United Artists (1970)
- Na Na Hey Hey Kiss Him Goodbye di Patrick Samson – Carosello Records (1970)
- Non preoccuparti/Adesso ricomincerei di Lara Saint Paul, arrangiatore-direttore d'orchestra Quincy Jones – Polydor (1973)
- Cara Fatina (re-edit) di Tony Renis/Quincy Jones – His Master's Voice (1983)

## Video musicali
Nel dicembre 2023 viene pubblicato su YouTube il video Pino Presti - Incontri di valore della durata di 1:30 contenente, oltre ad alcuni brani interpretati dallo stesso Presti, numerose sue collaborazioni realizzate nel corso degli anni con artisti come Mina, Astor Piazzolla, Gerry Mulligan, Shirley Bassey, Franco Cerri, Aldemaro Romero, Enrico Intra, Augusto Martelli, Roxy Robinson + la bonus track Nessuno mi può giudicare cantata da Caterina Caselli. Il video, pur non essendo realizzato per fini commerciali, ha riscosso  l’interesse del quotidiano musicale online Rockol, che lo ha inserito con un articolo di presentazione tra le notizie della settimana.

## Elenco composizioni
Nell'elenco è indicato il primo interprete che ha inciso la canzone
| Anno | Titolo                             | Autori del testo           | Autori della musica                     | Interpreti                  |
| ---- | ---------------------------------- | -------------------------- | --------------------------------------- | --------------------------- |
| 1969 | In un posto fuori dal mondo        | Mario De Sanctis           | Pino Presti                             | Pino Presti                 |
| 1969 | Messaggio d'amore                  | Mario De Sanctis           | Pino Presti                             | Pino Presti                 |
| 1973 | Tentiamo ancora                    | Andrea Lo Vecchio          | Pino Presti                             | Mina                        |
| 1974 | L'Amore è un'altra cosa            | Andrea Lo Vecchio          | Pino Presti                             | Mina                        |
| 1976 | L'estate di Laura                  | strumentale                | Arturo Prestipino / Giuseppe Prestipino | Pino Presti Sound           |
| 1976 | Funky Bump                         | Ronnie Jones               | Pino Presti                             | Pino Presti Sound           |
| 1976 | Aspettando il Giorno               | Strumentale                | Pino Presti                             | Pino Presti Sound           |
| 1976 | Aghedo Osanwonyi                   | Strumentale                | Pino Presti                             | Pino Presti Sound           |
| 1976 | Angie                              | Strumentale                | Pino Presti                             | Pino Presti Sound           |
| 1976 | E se non arrivasse                 | Strumentale                | Pino Presti                             | Pino Presti Sound           |
| 1976 | Corso Buenos Aires                 | Strumentale                | Arturo Prestipino / Giuseppe Prestipino | Pino Presti Sound           |
| 1976 | C'era una volta                    | Strumentale                | Pino Presti                             | Pino Presti Sound           |
| 1977 | Pelle                              | Giorgio Calabrese          | Pino Presti                             | Suan                        |
| 1977 | Flash                              | Giorgio Calabrese          | Pino Presti                             | Suan                        |
| 1977 | Amante amore                       | Cristiano Malgioglio       | Pino Presti                             | Mina                        |
| 1977 | You Know Why                       | Roxy Robinson              | Pino Presti                             | Roxy Robinson               |
| 1977 | Shitân                             | Patrick Samson             | Pino Presti                             | Shitân                      |
| 1977 | L'Unica                            | Filipponio                 | Pino Presti                             | Filipponio                  |
| 1978 | Sundown                            | Strumentale                | Pino Presti                             | Sundown Emotions            |
| 1978 | Bacio                              | Cristiano Malgioglio       | Pino Presti                             | Daniela Davoli              |
| 1979 | You Know the Way                   | Geoff Bastow               | Pino Presti                             | Pino Presti                 |
| 1979 | Momento                            | Cristiano Malgioglio       | Pino Presti                             | Wess & Dori Ghezzi          |
| 1980 | L' Unica                           | Filipponio                 | Pino Presti                             | Filipponio                  |
| 1980 | Regina del futuro                  | Ivan Cattaneo              | Pino Presti                             | Marisa Sacchetto            |
| 1980 | Noia                               | Ivan Cattaneo              | Pino Presti                             | Marisa Sacchetto            |
| 1981 | Quale Appuntamento                 | Cristiano Malgioglio       | Pino Presti / Bebap                     | Eleonora Giorgi             |
| 1983 | Dancing Nights                     | David Barreto              | Pino Presti                             | Fighters                    |
| 1985 | In Mexico                          | Mike Logan                 | Pino Presti                             | Tim Mayo                    |
| 1988 | Bignè                              | Valentino Alfano           | Pino Presti                             | Mina                        |
| 1990 | Ya No Puedo Vivir                  | Testo Tradizionale         | Pino Presti                             | Wayra                       |
| 1992 | Once Again Now                     | Pino Presti                | Pino Presti                             | Mad Of Jazz                 |
| 2001 | Divine                             | Roby Lunghi                | Pino Presti                             | B.B. Moreau                 |
| 2005 | Feel Like A Woman                  | C. Malgioglio / J. Cassini | P. Presti / S. Colombo                  | Gardner                     |
| 2009 | Lookin' For                        | Strumentale                | Pino Presti                             | Pino Presti Sound           |
| 2014 | Descanto                           | Strumentale                | P. Presti / C. Calzolari / A. Calzolari | Pino Presti & Mad of Jazz   |
| 2014 | Invisible Light (Bass Goove)       | Strumentale                | P. Presti / C. Calzolari / A. Calzolari | Pino Presti & Mad of Jazz   |
| 2017 | To Africa                          | Strumentale                | Pino Presti                             | Pino Presti                 |
| 2017 | I Call Your Name / Come Back To Me | David Barreto              | Pino Presti                             | Pino Presti                 |
| 2023 | Awaky                              | Strumentale                | A. Calzolari / P. Presti                | Pino Presti & Garden Planet |
| 2023 | Impromptu                          | Strumentale                | C. Calzolari / P. Presti                | Pino Presti & Garden Planet |

## CollaborazioniLive
Come bassista:

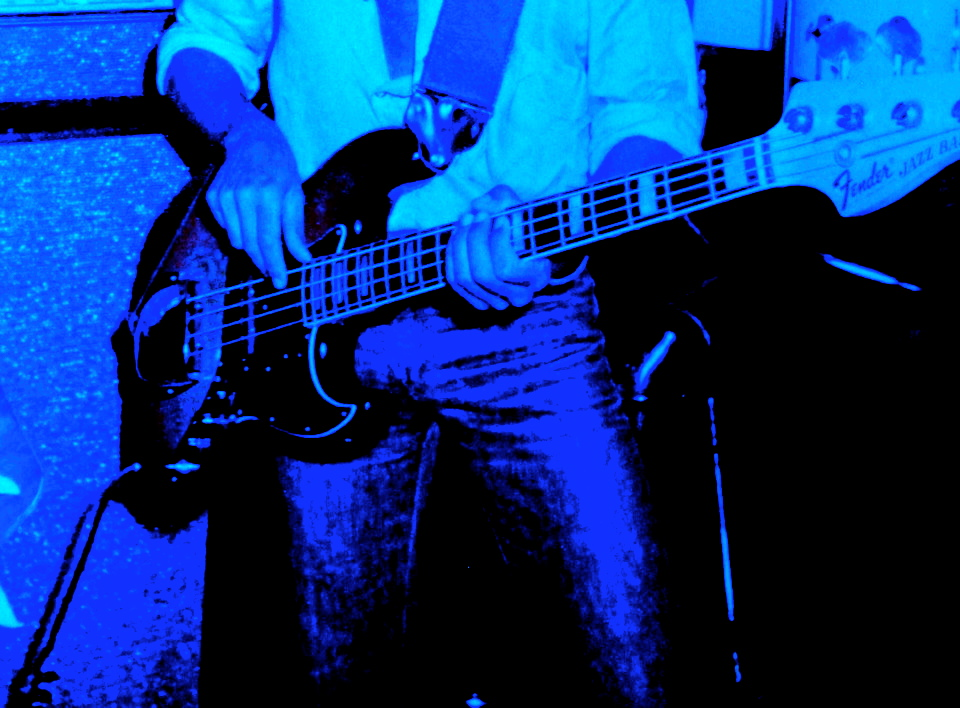
Pino Presti live con il suo FJB

- Maurice Vander (Milano, Gallery Club, febbraio/marzo 1964)
- Mina con l'orchestra di Augusto Martelli, La Bussola di Viareggio, concerto e registrazione dell'album Mina alla Bussola dal vivo, 1968)
- Shirley Bassey (breve tour italiano per la presentazione dell'album This is My Life; concerto di Capodanno alla Bussola di Viareggio, 1968)
- Wilson Pickett (Festival di Sanremo, Bussola di Viareggio, Palasport di Bologna, Titan di Roma, Palais D'Hiver di Lione, Palais des Arts di Montecarlo, 1969/1970)
- Augusto Martelli Big band (tour italiano, luglio/agosto 1969. Album L'Orchestra di Augusto Martelli dal vivo, 1969)
- Mina, tour invernali nei teatri italiani; concerti estivi in località balneari italiane, esibizioni alla Bussola di Sergio Bernardini (1969-1970 / 1970-1971)
- Mina, Recital "Cabaret", Auditorio Massimo della RSI (Radio Svizzera Italiana, 1970). Quattro canzoni, registrate dal vivo, saranno incluse nell'album Del mio meglio, pubblicato nello stesso anno.
- Franco Cerri (concerti prevalentemente nei Jazz Club di molte città italiane, a Reggio Emilia con Romano Mussolini, 1973)
- Stéphane Grappelli (una settimana di concerti al Jazz Power di Milano con il Franco Cerri Quintet, 1973)
- Astor Piazzolla (Auditorio della televisione della Svizzera Italiana: concerto per la presentazione dell'album Libertango, 1974)
- Gerry Mulligan e Astor Piazzolla (tour europeo con concerti a Barcellona, al "World Music Festival" di Palma di Maiorca, al Teatro Olympia di Parigi, aprile 1975). Nel corso dei concerti, esecuzione dei brani contenuti nell'album Summit-Reunion Cumbre.
- Enrico Intra e Severino Gazzelloni (concerti in molte città italiane, partecipazione a Umbria Jazz, 1976)

Come arrangiatore, direttore d'orchestra, bassista:
- Mina (11 concerti al Teatro Tenda Bussoladomani - debutto il 24 giugno 1978 e ultima esibizione dal vivo della cantante, il 23 agosto 1978. Registrazione dell'album Mina Live '78)

Nel corso della sua carriera come strumentista, ha suonato dal vivo anche con Shirley Bunnie Foy, Enzo Jannacci, Bruno De Filippi, Tullio De Piscopo, Ellade Bandini, Gianni Bedori, Giorgio Baiocco, Hugo Heredia, Oscar Valdambrini, George Aghedo, Angel 'Pocho' Gatti, Giancarlo Barigozzi, Tom Fay, Santi Latora, Walter Scebran, Rolando Ceragioli, Nando De Luca, Sonny Taylor, Mario Rusca, Felice Da Vià, Aldo Banfi, Alberto Mompellio, Massimo Verardi, Gianfranco Tommasi, Bruno Aragosti, Gianni Cazzola.

## Bibliografia

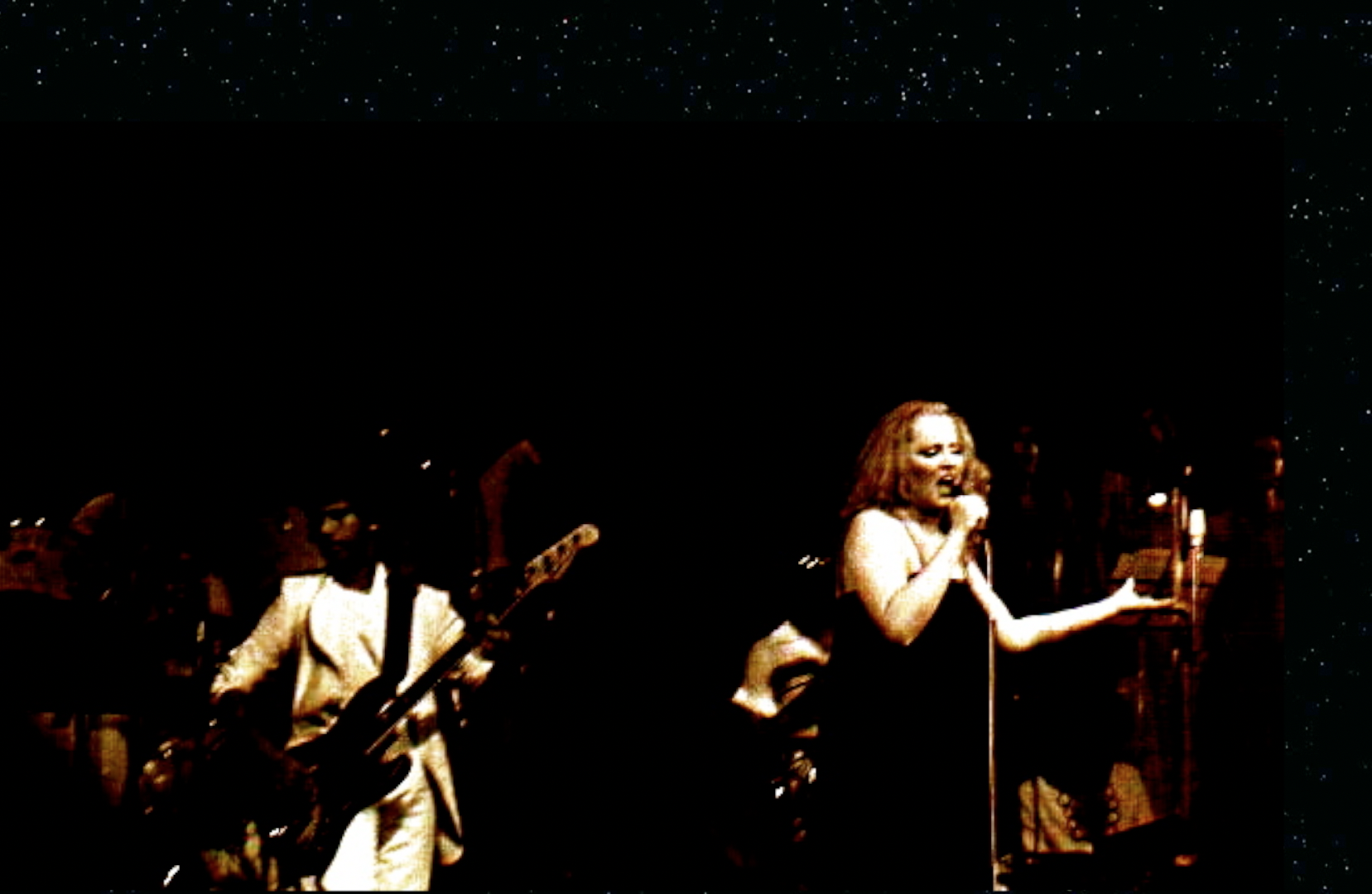
Bassista, arrangiatore e leader della band che accompagnava Mina durante le sue ultime esibizioni in pubblico nell'estate 1978. Numerose le pubblicazioni che raccontano la loro collaborazione durata per quasi due decenni